# Home Rule

Lage Irlands innerhalb des Vereinigten Königreichs von Großbritannien und Irland

Der Begriff Home Rule (englisch etwa für „Selbst-Regierung“) bezeichnet in der angelsächsischen Politikwissenschaft allgemein die Selbstverwaltung durch Gebietskörperschaften.
In besonderem Maße wird er mit dem zentralen Konflikt der Geschichte Irlands innerhalb des Vereinigten Königreichs von Großbritannien und Irland im späten 19. Jahrhundert und frühen 20. Jahrhundert identifiziert und auf irisch Rialtas Dúchais genannt. Auf irischer Seite entstanden Bestrebungen nach einer Selbstverwaltung innerhalb des Vereinigten Königreichs. Dies führte zu vier „Home Rule“-Gesetzesvorlagen (Home Rule Bills), von denen erst die vierte im Jahr 1920 als Government of Ireland Act in Kraft trat und Irland ohne Nordirland in eine begrenzte Unabhängigkeit entließ.
1998 wurde das Prinzip der Selbstverwaltung in Form der Devolutions-Gesetzgebung (Devolution Acts) auf Wales, Schottland und Nordirland übertragen. Auch deren teilweise Eigenständigkeit wird als home rule bezeichnet.

## Historischer Hintergrund
Mit dem sogenannten Act of Union waren im Jahr 1800 das Königreich Großbritannien (entstanden durch Vereinigung der Königreiche England und Schottland) und das Königreich Irland zum Vereinigten Königreich von Großbritannien und Irland fusioniert worden. Zuvor hatten die britischen Könige zwei Kronen – die von Großbritannien und die von Irland – getragen, danach nur noch die des Vereinigten Königreichs. Damit hatte Irland praktisch aufgehört, staatsrechtlich als eigener Staat zu existieren. Die Abgeordneten des irischen Parlaments nahmen fortan ihre Parlamentssitze in Westminster ein. Diese staatliche Union war jedoch in Irland von Anfang an unpopulär. Das Land war zur großen Mehrheit katholisch und die Katholiken erhielten erst im Jahr 1829 im Rahmen der „Katholikenemanzipation“ das passive Wahlrecht. Im irischen Parlament vor 1800 saßen hingegen nur Protestanten und diese hatten über den Act of Union entschieden.
Irland blickte auf eine jahrhundertelange Unterdrückung durch englische und schottische Herren zurück und die Iren fühlten sich im neu geschaffenen Vereinigten Königreich als Bürger zweiter Klasse. Diese irischen Ressentiments wurden durch die große Hungersnot in Irland 1845–49, der annähernd eine Million Einwohner, also fast ein Siebtel der damaligen irischen Bevölkerung zum Opfer fielen, noch erheblich verstärkt. Während dieser Krisenjahre hatte sich die Regierung im fernen London gegenüber dem irischen Elend handlungsunfähig oder sogar gleichgültig gezeigt. Mehrere Millionen Iren wanderten im 19. Jahrhundert in die Vereinigten Staaten aus.
Auch unter diesen Auswanderern blieb die Abneigung gegenüber den englischen Herren in der alten Heimat weit verbreitet und es wurden Organisationen gegründet, die sich das Ziel setzten, die Unabhängigkeit Irlands mit legalen oder illegalen Mitteln zu fördern (z. B. die Fenian Brotherhood). In Irland selbst formierten sich Geheimbünde wie 1858 die Irische Republikanische Bruderschaft (Irish Republican Brotherhood), die das Ziel einer irischen Unabhängigkeit auch mit gewaltsamen Mitteln verfolgten. Irland wurde immer wieder durch politisch motivierte Unruhen und Morde erschüttert. Am spektakulärsten waren die Phoenix-Park-Morde im Mai 1882. Es kam immer wieder zum passiven oder gewaltsamen Widerstand landloser irischer Pächter gegen die landbesitzenden englischen oder anglo-irischen Großgrundbesitzer. 1879 wurde die Irish Land League gegründet, die sich für die rechtliche Besserstellung landloser irischer Bauern einsetzte. Im Jahr 1870 gründete der Dubliner Anwalt Isaac Butt die Home Rule League als Interessengruppierung zur politischen Durchsetzung des Konzeptes der Selbstverwaltung Irlands. Bei den Unterhauswahlen 1874 gewann die Home Rule League 60 der 100 irischen Parlamentssitze. 1882 reorganisierte sich die Home Rule League unter Charles Stewart Parnell zu einer straff geführten politischen Partei, der Irish Parliamentary Party, die fortan die irischen Interessen in Westminster vertrat und die dort mit ihren annähernd 10 % der Parlamentssitze, insbesondere bei knappen Mehrheitsverhältnissen einen nicht unerheblichen politischen Machtfaktor darstellte.
Insbesondere Politiker aus der Liberalen Partei sahen angesichts des irischen Unruheherdes die Notwendigkeit von staatsrechtlichen Reformen und begannen das Konzept der Home Rule, das heißt einer weitgehenden Selbstverwaltung Irlands im Rahmen des Vereinigten Königreichs, zu propagieren. Dieses Konzept wurde von den britischen Konservativen im Bündnis mit vielen irischen Protestanten abgelehnt, da diese befürchteten, dass dadurch die innere Einheit des Vereinigten Königreichs gefährdet würde. Die irischen Unionisten waren in ihrer großen Mehrheit Protestanten, die ganz überwiegend in Ulster lebten. Sie fürchteten bei einer Selbstverwaltung Irlands durch die katholische Mehrheit dominiert zu werden (Home rule is Rome rule! – „Home rule bedeutet die Herrschaft Roms!“ (d. h. des Papstes)). Allerdings gab es keine ganz scharfe Trennung entlang der Konfessionsgrenzen. Einige führende irische Home-Rule-Befürworter, wie z. B. Charles Stewart Parnell, waren Protestanten und in der britischen Administration Irlands arbeiteten viele irische Katholiken.
Das Verlangen nach „Home Rule“ ab etwa 1870 bis ins frühe 20. Jahrhundert unterschied sich vom früheren Ansinnen von Daniel O’Connell nach Aufhebung des Act of Union im frühen 19. Jahrhundert. Daniel O’Connell hatte die komplette Aufhebung des Act of Union und die Schaffung eines komplett unabhängigen irischen Staates gefordert, der allerdings in Personalunion unter dem britischen Monarchen mit dem restlichen Vereinigten Königreich verbunden bleiben sollte. Die Anhänger des Home Rule-Konzeptes strebten dagegen ein Regionalparlament für Irland im Verbund des Vereinigten Königreichs, im heutigen Sprachgebrauch eine devolution an.

### Home Rule Bill 1886

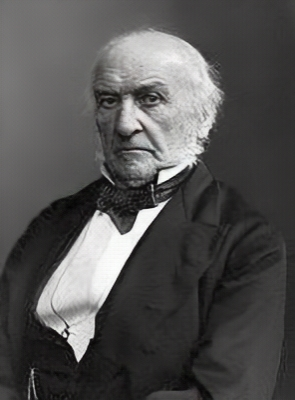
Der liberale Premierminister Gladstone versuchte mit zwei Gesetzesvorlagen die Home Rule in Irland umzusetzen.

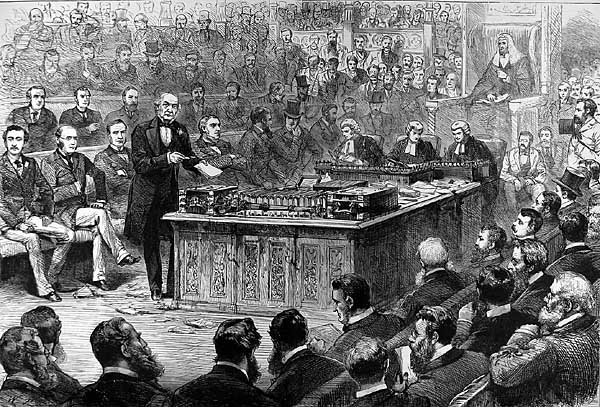
Gladstone stellt sein Home Rule-Gesetz in der Unterhausdebatte am 8. April 1886 vor.

Bei der Unterhauswahl 1885 wurden 85 der 103 irischen Sitze im britischen Parlament von der Irish Parliamentary Party gewonnen; im Unterhaus konnten sie mit ihrem Block an Abgeordneten die Balance innehalten und waren damit entscheidend für eine Mehrheit für den liberalen Premierminister William Gladstone. Gladstone war durch den Wahlerfolg der irischen Nationalisten überzeugt, dass Irland nunmehr eine Selbstverwaltung verdiene und eine Reform der bestehenden Union zwischen Großbritannien und Irland angebracht sei.
Am 8. April 1886 brachte Gladstone das erste Home Rule Bill ein. Die Gesetzesvorlage war nahezu komplett das Werk Gladstones und nicht durch vorherige Diskussionen im Kabinett entstanden.
Die Hauptpunkte waren:
- Etablierung einer legislativen Versammlung aus zwei Kammern:
  - 103 Mitgliedern des Hochadels, die für 10 Jahre gewählt werden
  - 204 Mitgliedern des Unterhauses
- Ausschluss aller irischen Adligen und Abgeordneten aus dem britischen Parlament in Westminster
- Die Exekutive wird weiterhin vom Lord Lieutenant of Ireland als Vertreter der britischen Krone geführt.
- Großbritannien behält die Kontrolle über einige Themengebiete, wie z. B. Verteidigung, Außenpolitik, Handel und Münzrecht.
- Großbritannien behält weiterhin die Kontrolle über die Royal Irish Constabulary bis zu dem Punkt, an dem diese sicher an Dublin übergeben werden kann
- Ulster wird Teil von Irland mit einer Minderheitenstimme im Parlament

Als der Vorschlag eingebracht wurde, hatte Charles Stewart Parnell, der Vorsitzende der Irish Parliamentary Party, gemischte Gefühle. Seiner Ansicht nach gab es noch große Fehler darin, aber er war bereit, dafür zu stimmen. Dagegen war ein Teil der Liberalen überzeugt, dass Home Rule für Irland letztlich zu einer Auflösung der Union und nachfolgend unweigerlich zu einer Unabhängigkeit Irlands führen würde. Prominente liberale Parteimitglieder um den Marquess of Hartington und George Joachim Goschen gründeten ein „Komitee zum Erhalt der Union“. Um die „Union der Reiche“ aufrechtzuerhalten, verbündeten sie sich mit einer innerparteilichen Strömung um Joseph Chamberlain und John Bright. Chamberlain hatte kurzzeitig in Gladstones Kabinett als Minister gedient, war jedoch sofort zurückgetreten, als er Einblick in Gladstones Home Rule-Pläne bekommen hatte. Diese Gruppe Liberaler wendete sich von den Liberalen ab und bildeten als Liberale Unionisten eine eigenständige Fraktion im Unterhaus. Gladstones Eintreten für die irische „Home Rule“ führte nun zur Spaltung der Liberalen Partei und zu einem Ende der liberalen Dominanz in der Wählergunst. Besonders schwerwiegend und im weiteren Verlauf folgenreich für die Liberale Partei war vor allem die Situation im Oberhaus (House of Lords). Hatten die Konservativen im Oberhaus bereits seit langem eine Mehrheit inne, die im Jahr 1868 noch etwa 60 bis 70 Sitze betrug, so wechselte nun die Masse der bislang liberalen Peers die Seite. Die Liberale Fraktion im Oberhaus schrumpfte hierdurch von einer respektablen Minderheit auf nur noch insgesamt 30 bis 40 Peers.
Nach zweimonatiger Debatte wurde der Vorschlag am 8. Juni 1886 im Unterhaus (House of Commons) mit 341 (darunter 93 Liberale) zu 311 Stimmen abgelehnt und kam deshalb nie vor das Oberhaus (House of Lords). Infolge der Ablehnung der Gesetzesvorlage und die Abspaltung der Liberalen Unionisten von der Liberalen Partei ließ Gladstone Neuwahlen anberaumen. Die Unterhauswahlen 1886 führten zu einem Sieg der oppositionellen Konservativen und der mit ihnen verbündeten Unionisten und Gladstone musste sein Amt als Premierminister an Lord Salisbury abgeben. Unter den konservativen Regierungen 1886 bis 1892 wurde das Konzept der Home Rule nicht weiter verfolgt.

### Home Rule Bill 1893
Im August 1892 wurde William Gladstone erneut Premierminister. Allerdings war er für eine Mehrheit auf die Parlamentsmitglieder der Irish Parliamentary Party angewiesen. Daher war es nachvollziehbar, dass er schnellstmöglich eine weitere Home Rule Bill einbringen wollte. Im Februar 1893 brachte er die Irish Government Bill 1893 (Second Irish Home Rule Bill) als Gesetzesvorlage vor das Parlament. Wie auch die erste Gesetzesvorlage war diese zweite Home Rule Bill weitgehend von Gladstone alleine und seinen unmittelbaren Vertrauten und ohne Einbindung irischer oder anderer liberaler Politiker ausgearbeitet worden, ein Umstand, der bei seinen liberalen Parteigenossen auf Befremdung stieß. Außerdem zeigten sich bei der Diskussion der Gesetzesvorlage im Unterhaus gravierende Fehler in den vorgesehenen Regelungen der Finanzverhältnisse, weil sich Gladstone offensichtlich verrechnet hatte.
In Einzelnen sah der Gesetzesentwurf folgende Regelungen vor:
- Für innenpolitische Angelegenheiten wird ein gesamtirisches Parlament eingerichtet.
- Das Parlament besteht aus einem legislativen Rat aus 48 Mitgliedern, die für 8 Jahre gewählt werden, sowie aus einer gesetzgebenden Versammlung mit 103 Mitgliedern.

Dieser Vorschlag unterschied sich von der ersten Home Rule Bill, indem er es 80 irischen Parlamentsmitgliedern in Westminster erlaubte, an Irland betreffenden Abstimmungen teilzunehmen, und indem er keine Adelskammer vorsah.
Der Vorschlag wurde am 1. September 1893 nach heftigen, zum Teil tumultartigen Debatten mit 301 zu 267 Stimmen im Unterhaus angenommen, allerdings später im Oberhaus mit 419 zu 41 Stimmen abgelehnt. Das Oberhaus wurde nach dem Abfall der Liberalen Unionisten von der konservativen Partei dominiert. Ein erneuter Vorstoß hätte eine direkte Konfrontation mit dem Oberhaus bedeutet. Gladstone musste sich im Kabinett einer ablehnenden Mehrheit beugen, die nun zurückschreckte und nicht so weit gehen wollte, die Nation wegen Irland in eine konstitutionelle Krise zu stürzen. Gladstone trat ein Jahr später von seinem Amt als Premierminister zurück.

### Home Rule Bill 1912

Ergebnis der Unterhauswahl vom Dezember 1910 in Irland. Von den in den 103 Wahlkreisen Irlands gewählten Parlamentariern befürworteten 84 die Einführung der Home Rule.
Befürworter der Home Rule:
Moderate Home Rule-Befürworter:
Gegner der Home Rule:

1909 begann eine Verfassungskrise zwischen dem britischen Unter- und Oberhaus. Jeder beschuldigte den Anderen, bisherige Gepflogenheiten gebrochen zu haben: Das Unterhaus warf dem Oberhaus vor, erstmals einen Etat abgelehnt zu haben, während das Oberhaus einwarf, dass innerhalb des Etats die Einführung von Grundsteuern aufgeführt waren, ein Vorgehen, das das Unterhaus bisher immer abgelehnt hatte.
Die beiden Unterhauswahlen im Januar und Dezember 1910 führten nicht zu eindeutigen Mehrheitsverhältnissen, d. h. weder die Konservativen noch die Liberalen verfügten über die absolute Mehrheit. Damit fielen der nationalistischen Irish Parliamentary Party (IPP) die mehrheitsentscheidenden Stimmen im Unterhaus zu. Der liberale Premierminister Herbert Henry Asquith kam mit dem IPP-Führer John Redmond zu einer Übereinkunft, in der er eine weitere „Home Rule“ einbringen würde, falls Redmond ihn in dem Ziel, das Veto-Recht des Oberhauses zu beseitigen, unterstützen würde.
Mit der Unterstützung der Könige Eduard VII. (gestorben Mai 1910) und Georg V. drohte Asquith, das Oberhaus mit neuen, durch den König ernannten liberalen Mitgliedern des Hochadels zu überschwemmen („Peer-Schub“), um der Regierung zu einer Mehrheit zu verhelfen. Die Adligen gaben nach und dies veränderte die Beziehung zwischen Ober- und Unterhaus („Lords“ und „Commons“) nachhaltig. Durch den Parliament Act 1911 war es dem Unterhaus möglich, unter bestimmten Umständen das Oberhaus zu überstimmen. Das Oberhaus hatte damit keine Macht mehr über Finanzgesetzentwürfe und sein zuvor unbeschränktes Veto galt nunmehr nur noch für 2 Jahre – sollte ein Entwurf im dritten Jahr das Unterhaus passieren, würde er auch dann Gesetzeskraft erhalten, wenn das Oberhaus nicht zustimmte.

#### Der Gesetzesentwurf
Im April 1912 stellte Asquith im Unterhaus das dritte Home Rule Bill vor. Neben einer gegenüber den beiden Vorgängern leicht erweiterten Autonomie beinhaltete der Vorschlag folgendes:
- Ein irisches Parlament mit einem Zweikammersystem in Dublin (ein Senat mit 40 Mitgliedern und einem Unterhaus – „Volkskammer Südirlands“ – mit 164 Sitzen) mit der Machtbefugnis über die meisten nationalen Belange.
- Eine Anzahl an irischen Parlamentsmitgliedern (42) behalten ihren Sitz im britischen Parlament in Westminster.

Dem Vorschlag 1912 wurde mit einer Mehrheit von 10 Stimmen im Unterhaus zugestimmt, doch das Oberhaus lehnte ihn mit 326 zu 69 Stimmen ab.

#### Die Nordirland-Frage
Protestanten waren in Ulster in der Mehrheit. Sie wehrten sich gegen eine lokale Regierung in Dublin in einem mehrheitlich katholischen Irland. Historisch gesehen waren die Protestanten über Jahrhunderte die politisch und gesellschaftlich tonangebende Elite im englisch dominierten Irland gewesen. Erst seit 1791 durften Katholiken in Irland wählen und erst durch die Katholikenemanzipation 1829 konnten sie Parlamentarier werden. Seit dem Act of Settlement 1701 hatte nie ein Katholik das Amt des Lord Lieutenant of Ireland, des obersten Vertreters der britischen Krone in Irland bekleidet, einem Land, dessen Bevölkerung immer ganz überwiegend römisch-katholisch gewesen war.
Der Hauptstreitpunkt während der Parlamentsdebatten war eine „Koexistenz“ von Ulster und ob einige irische Grafschaften von der „Home Rule“ ausgenommen werden sollten.
Hauptsächlich durch die Conservative and Unionist Party repräsentiert und unterstützt durch die Ulster Volunteer Force und den Oranier-Orden, drohten die Protestanten mit bewaffnetem Widerstand gegen die Umsetzung des Home Rule-Gesetzes und drohten, die Autorität eines gesamtirischen Parlaments nicht anzuerkennen. Hunderttausende Unionisten unterzeichneten 1912 die Ulster-Vereinbarung (Ulster Covenant), die sich als Protest gegen die in diesem Jahr eingebrachte Home Rule Bill richtete. Obwohl ihre Führer, Edward Carson und James Craig eine Abspaltung dieser kleinen Region für einen Betrug an Unionisten im Süden und Westen Irlands hielt, war er bereit, die Einrichtung einer Separatregierung für Ulster zu unterstützen.
Irische Nationalisten, angeführt von John Redmond, erklärten, Ulster habe sich dem Entschluss zur „Home Rule“ unterzuordnen und gründeten ihrerseits eine eigene Freiwilligenorganisation, die Irish Volunteers, um die britische Armee bei der Durchsetzung zu unterstützen.
Premierminister Herbert Henry Asquith schlug als Kompromiss vor, dass sechs Grafschaften im Nordosten Irlands (ungefähr 2/3 von Ulster), die eine protestantische Mehrheit aufwiesen, „vorübergehend“ aus dem Geltungsbereich der „Home Rule“ ausgeschlossen und weiter aus Westminster und Whitehall regiert werden sollten. Wie „vorübergehend“ diese Ausnahme sein und ob der Nordosten letzten Endes doch durch das irische Parlament regiert werden sollte, blieb im Unklaren. Redmond kämpfte hartnäckig gegen die Idee der Teilung, war aber bereit, Ulster begrenzte lokale Autonomie innerhalb eines ungeteilten Irlands zu gewähren.

#### Erneute Abstimmung
1913 wurde der Home-Rule-Gesetzesentwurf erneut eingebracht, im Unterhaus angenommen und im Oberhaus mit 302 zu 64 Stimmen abgelehnt. Am 25. Mai 1914 durchlief der Vorschlag erneut das Unterhaus (diesmal mit einer Mehrheit von 77 Stimmen). Aufgrund des Parliament Act von 1911 war nun eine Zustimmung des Oberhauses nicht mehr erforderlich.
Am 20. März 1914 kam es im Armeelager zum so genannten Curragh Incident. Im Vorlauf einer Gesetzesdebatte über Selbstverwaltung für Irland hatte der Kommandeur des Stützpunkts Curragh, Sir Arthur Paget, vom Kriegsministerium den Befehl erhalten, seine Truppen auf eine Verlegung nach Ulster vorzubereiten, falls es dort zu Unruhen von Loyalisten gegen die Selbstverwaltung kommen sollte. Paget missverstand diesen Befehl als unmittelbaren Marschbefehl. Daraufhin stellte er auf eigene Verantwortung seinen Offizieren frei zurückzutreten. 57 von 70 Offizieren, unter ihnen Brigadekommandeur Hubert Gough, gingen auf dieses Angebot ein. Formal hatten sie sich noch nicht der Meuterei schuldig gemacht, weil sie sich noch nicht geweigert hatten, einen direkten Befehl auszuführen. Die Regierung unter Premierminister Asquith nahm daraufhin den ursprünglichen Befehl zurück, sprach von einem Missverständnis und setzte die Offiziere wieder ein. Der Vorfall bestärkte irische Nationalisten in der Ansicht, dass eine Selbstverwaltung nicht vom Britischen Heer unterstützt werden würde. Der Vorfall ist dahingehend bemerkenswert, dass es eine der wenigen Situationen seit dem lange zurückliegenden  Englischen Bürgerkrieg (1642 bis 1649) war, bei der britische Militärs offen in die Politik eingegriffen haben. John French musste als Chef des Imperialen Generalstabes zurücktreten und versprechen, dass die britische Armee nicht gegen die Ulster-Loyalisten vorgehen würde.
Im Juni drängte die Irish Unionist Party (die zumeist aus Parlamentsmitgliedern aus Ulster bestand) auf eine Abspaltung Nordirlands. Einige dieser Parlamentarier waren ebenfalls bei der Schaffung der Ulster Volunteer Force beteiligt, die die Umsetzung des Gesetzes verhindern sollte. Die Gruppe hatte aus dem Deutschen Reich illegal Waffen importiert in der Erwartung, dass die britische Armee das Gesetz im Nordosten Irlands durchsetzen sollte. Irland stand damit am Rande eines Bürgerkrieges, dessen Ausbruch nur durch den Eintritt Großbritanniens in den Ersten Weltkrieg im August 1914 verhindert wurde. Die Home Rule Bill wurde im September 1914 vom König unterzeichnet, ihre Umsetzung wurde jedoch zunächst auf die Zeit nach Ende des vermuteten kurzen Krieges verschoben.
Sowohl Nationalisten als auch Unionisten waren nun bestrebt, die Unterstützung der britischen Regierung zu gewinnen, um auf der einen Seite die Durchführung des Acts zu sichern, auf der anderen Seite Einfluss darauf zu erhalten, wie dauerhaft die vorläufige Teilung sein würde. Dies führte zu einer wahren Welle der irischen Unterstützung für die britische Regierung im Ersten Weltkrieg. Die National Volunteers und viele weitere Iren traten der neuen 16. irischen Division der britischen neuen Kitcheners Armee bei, um für „die Verteidigung der Freiheit kleiner Nationen“ (damit war vor allem Belgien gemeint, das die deutschen Armeen besetzt hatten) an der Westfront zu kämpfen. Die Männer der Ulster Volunteer Force traten hingegen der 36. Ulster Division bei, der sogar erlaubt war, eigene Offiziere zu stellen.
Ein kleiner Teil der irischen Nationalisten stand der irischen Kriegsunterstützung kritisch gegenüber. Iren, die für „die Verteidigung der Freiheit kleiner Nationen“ kämpfen wollten, sollten dies zuerst daheim tun. An Ostern 1916 fand mit deutscher Waffen-Unterstützung der schlecht organisierte Osteraufstand in Dublin statt, der durch die britischen Autoritäten rasch unterdrückt und sofort von allen Seiten verurteilt wurde. Die nationalistische Zeitung Irish Independent verlangte sogar die Hinrichtung der Rebellen. Doch die Maßnahmen der britischen Regierung nach dem Aufstand, insbesondere die Hinrichtung der führenden Aufständischen, ließen die Stimmung in Irland umkippen und führten zu einer republikanischen Bewegung innerhalb von Sinn Féin, einer kleinen, ehemals separatistisch-monarchistischen Partei, die von den Überlebenden der Rebellion übernommen und von den Briten fälschlicherweise für die Rebellion verantwortlich gemacht wurde.
Dies war eine kritische Wende auf dem Weg zur „Home Rule“. Der Aufstand beendete die konstitutionelle und auf Ausgleich bedachte parlamentarische Bewegung und ersetzte sie durch einen radikalen Ansatz der Gewalt, der in den Irischen Unabhängigkeitskrieg mündete. Die Unionisten wurden in ihren Vorbehalten gegen eine eigenständige irische Regierung bestärkt, was zur Vertiefung der Spaltung Irlands beitrug.

#### Versuchte Umsetzung

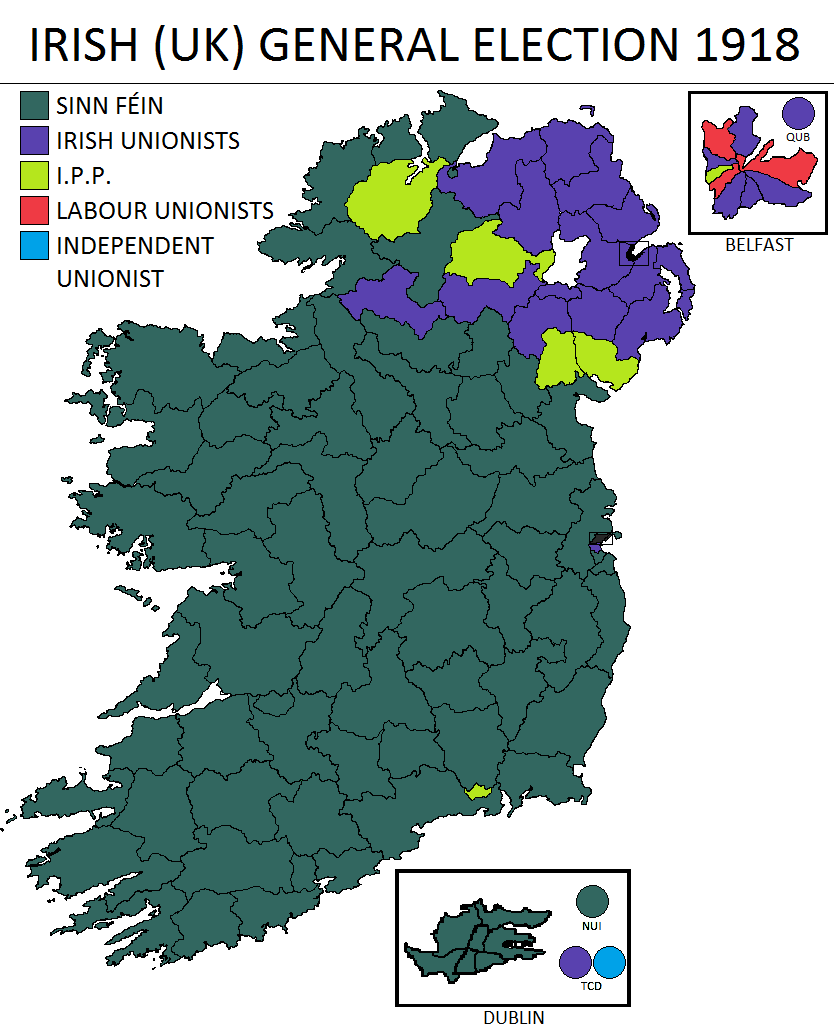
Irische Wahlergebnisse zum gesamtbritischen Parlament 1918. Von den insgesamt 105 Wahlkreisen entfielen auf:
Irische Nationalisten:
Gemäßigte Home Rule-Befürworter
Unionisten:
Auch die drei Universitäten Irlands entsandten gewählte Abgeordnete ins Parlament:
Trinity College Dublin (TCD): 2 Sitze
National University of Ireland (NUI): 1 Sitz
Queen’s University Belfast (QUB): 1 Sitz

Nach dem Osteraufstand 1916 entschied die britische Regierung, dass das Gesetz nunmehr dringend umzusetzen sei. Sie beauftragte Kriegsminister David Lloyd George, mit den Führern der beiden irischen Hauptparteien, Redmond und Carson, Verhandlungen aufzunehmen. Da Redmond nicht bereit war, einer dauerhaften Teilung Irlands zuzustimmen, scheiterten die Verhandlungen.
Ein zweiter Versuch, die Voraussetzungen für die Umsetzung des Gesetzes festzulegen, wurde von der vom nunmehrigen Premierminister Lloyd George 1917 einberufenen Irish Convention unternommen, die im April 1918 ihren Abschlussbericht vorlegte. Die turbulenten Ereignisse des Jahres 1918 verhinderten eine Umsetzung der Empfehlungen. In den britischen Parlamentswahlen vom November 1918 erreichte Sinn Féin, auf Irland bezogen,  einen deutlichen Sieg über die „alten“ Nationalisten. Die Abgeordneten Sinn Féins proklamierten sich im Januar 1919 in Dublin zum ersten Dáil Éireann und erklärten die einseitige Unabhängigkeit Irlands. Gleichzeitig brach der Irische Unabhängigkeitskrieg aus, der 1921 endete.

### Home Rule Bill 1920
Die vierte Home Rule Bill, ein Vorschlag der Regierung Lloyd George, beendete den Unabhängigkeitskrieg und teilte Irland nun endgültig in Südirland und Nordirland. Jedes Gebiet erhielt eine eigenständige Regierung, die bis auf einzelne Themengebiete (z. B. Auslandsangelegenheiten, Welthandel, Währung, Verteidigung), die nach wie vor dem Parlament des Vereinigten Königreichs unterstehen, volle Machtbefugnis hatten. Die vierte Home Rule Bill, während des Irischen Unabhängigkeitskrieges eingebracht, war die erste, die auch umgesetzt wurde.
„Südirland“ umfasste die ganze irische Insel mit Ausnahme der sechs Grafschaften Antrim, Armagh, Down, Fermanagh, Londonderry und Tyrone sowie der Stadtbezirke Londonderry und Belfast, welche gemeinsam „Nordirland“ bildeten. „Nordirland“, das seinerseits sechs von neun Grafschaften in Ulster umfasste, wurde als das maximale Gebiet angesehen, in dem Unionisten mit einer sicheren Mehrheit rechnen konnten. Diese Teilung Irlands war der Versuch der britischen Regierung, beide gegensätzlichen Haltungen in Einklang zu bringen.
Jede der beiden Einheiten bekam ein eigenes Parlament, das aus dem Senat, dem Unterhaus und „Seiner Majestät“ bestand. Ein einziger Lord Lieutenant of Ireland vertrat den König im Land und ein Council of Ireland sollte Themen koordinieren, die beide Parlamente betrafen. Aus jedem der beiden Parlamente konnten weiterhin einige Parlamentsmitglieder einen Sitz im Parlament von Westminster beanspruchen. Wahlen für beide Unterhäuser fanden am 24. Mai 1921 statt.

### Nachspiel
Das nordirische Parlament entstand 1921. Bei seiner Einweihung in der Belfast City Hall machte König Georg V. einen bedeutenden Vorschlag für eine Aussöhnung zwischen Nord und Süd. Die Rede, entworfen von David Lloyd George auf Empfehlungen von Jan Smuts, öffnete die Tür für den formellen Kontakt zwischen der britischen Regierung und der republikanischen Administration unter Éamon de Valera.
Südirland wurde dagegen niemals Realität. Die gewählten 128 Parlamentsmitglieder des südirischen Unterhauses traten nie zusammen, denn 124 von ihnen (aus der Partei Sinn Féin) ernannten sich zu Teachta Dála, d. h. zu Mitgliedern des irischen Unterhauses Dáil Éireann und versammelten sich als zweiter Dáil der irischen Republik.
Damit erschienen 1921 nur 4 Unionisten und 15 ernannte Senatoren zur Eröffnung des südirischen Parlaments im Royal College of Science in Dublin. Das südirische Unterhaus (House of Commons of Southern Ireland) trat aber dennoch für kurze Zeit unter dem Anglo-Irischen Vertrag vom Dezember 1921 zusammen, um zwei Funktionen zu erfüllen: den Vertrag formell zu ratifizieren (dies geschah im Januar 1922 – das Second Dáil, in den Augen der Nationalisten die Institution für die Ratifizierung, tat dies bereits im Dezember 1921) sowie eine provisorische Regierung aufzustellen, was unter Michael Collins passierte. Collins wurde durch den Lord Lieutenant Edmund Fitzalan-Howard, 1. Viscount FitzAlan of Derwent offiziell in das Amt eingeführt.
Im Juni 1922 wurde in Südirland der dritte Dáil als verfassungsgebende Versammlung gewählt, während Nordirland aus dem durch den Vertrag geschaffenen Irischen Freistaat umgehend ausgetreten war. Nach dem Wahlsieg der Vertragsbefürworter brach der Irische Bürgerkrieg (1922–1923) aus. 1923 trat nach dem militärischen Sieg der Vertragsbefürworter die Verfassung des Irischen Freistaats in Kraft, der als De-facto-Republik bis 1937 existierte und dann von der Republik Irland abgelöst wurde, die seit 1949 vom Commonwealth unabhängig ist. Die Republik Irland schrieb in ihrer Verfassung das politische Ziel der Wiedervereinigung Irlands fest. Dieses Verfassungsgebot wurde erst nach der britisch-irischen Vereinbarung im Karfreitagsabkommen 1998 aufgehoben.
Der Government of Ireland Act von 1920 blieb das grundlegende Gesetz für die Regierung Nordirlands bis 1998. 1972 wurde das nordirische Parlament suspendiert und durch den Northern Ireland Constitution Act von 1973 aufgelöst. Unter dem Abkommen von Sunningdale von 1973 wurde an seiner Stelle die Northern Ireland Assembly gebildet, daneben der Irische Rat (Council of Ireland) und die Northern Ireland Executive. Nach dem Karfreitagsabkommen 1998 wurde der Government of Ireland Act durch den Northern Ireland Act ersetzt.
Siehe auch: Direct Rule

## Britische Devolutionsgesetzgebung 1998
Die Labour-Regierung unter Tony Blair hat im Jahr 1998 den Gedanken des „self government“ in Form der Devolutions-Gesetzgebung (Devolution Acts) auf Wales, Schottland und Nordirland übertragen. Dadurch erhielten alle drei Landesteile eigene Regionalregierungen und -parlamente, die über einen beschränkten Kompetenzradius verfügen. Am Schwierigsten gestaltete sich dieser Prozess in Nordirland, wo die schweren Gegensätze zwischen nordirischen Unionisten und Republikanern kaum aufzulösen waren. Nachdem in den ersten beiden Legislaturperioden nach den Regionalwahlen 1998 und 2003 die jeweils gewählte „Nordirland-Versammlung“ (Northern Ireland Assembly) und nordirische Regionalregierung aufgrund unüberbrückbarer Differenzen von der britischen Regierung suspendiert werden mussten, gestaltete sich die Zusammenarbeit ab den Wahlen 2007 und 2011 besser. Durch das Karfreitagsabkommen sind die Konfliktparteien verpflichtet, entsprechend ihrem Wählerstimmenanteil in der nordirischen Regionalregierung zusammenzuarbeiten. Es sitzen damit nordirische Republikaner und nordirische Unionisten am selben Kabinettstisch, was nicht immer reibungslos abläuft.